# Dyniska
Dyniska is een plaats in het Poolse district  Tomaszowski (Lublin), woiwodschap Lublin. De plaats maakt deel uit van de gemeente Ulhówek en telt 270 inwoners.